# Roundhay Park

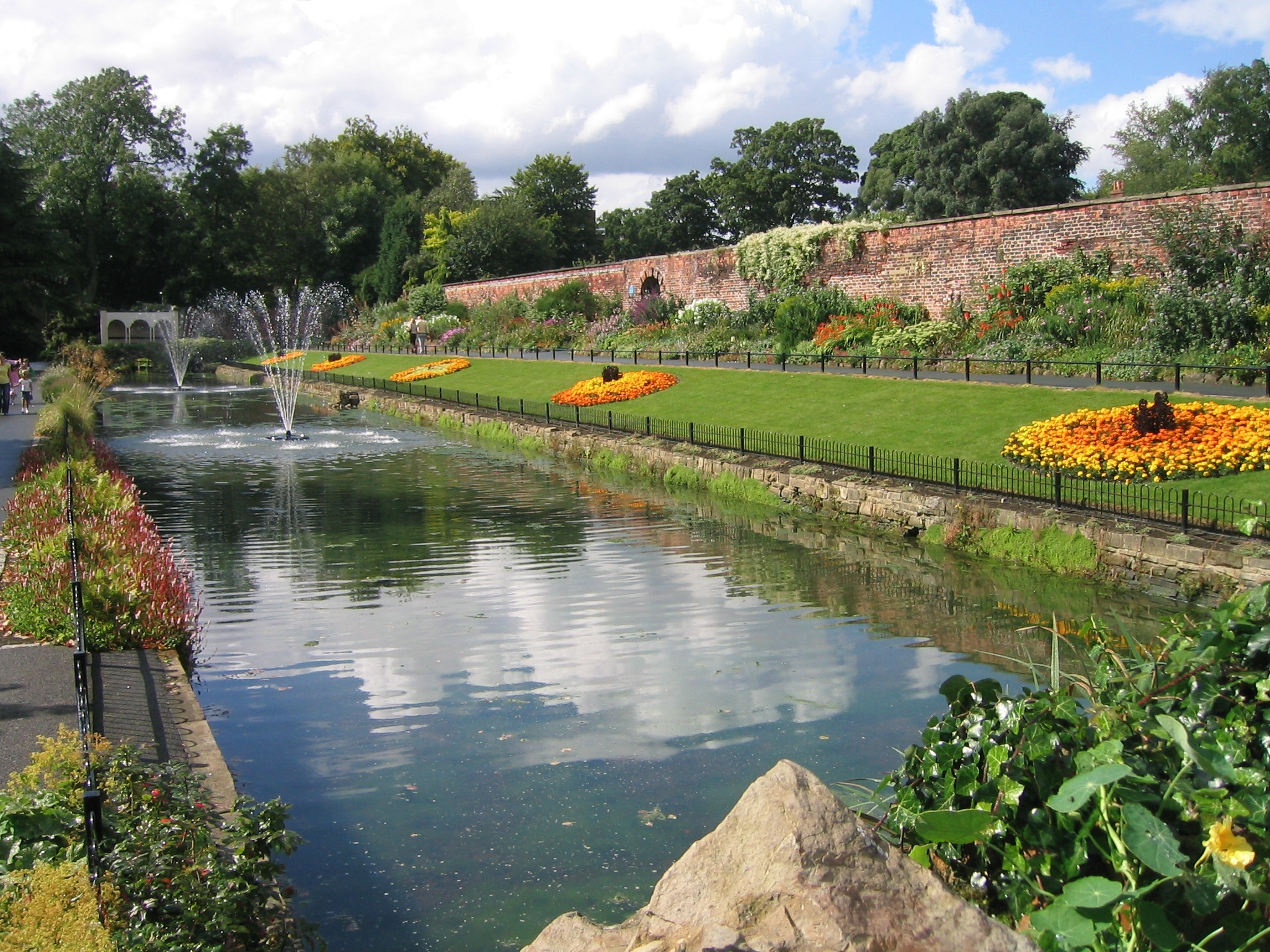
Canal Gardens i Roundhay Park.

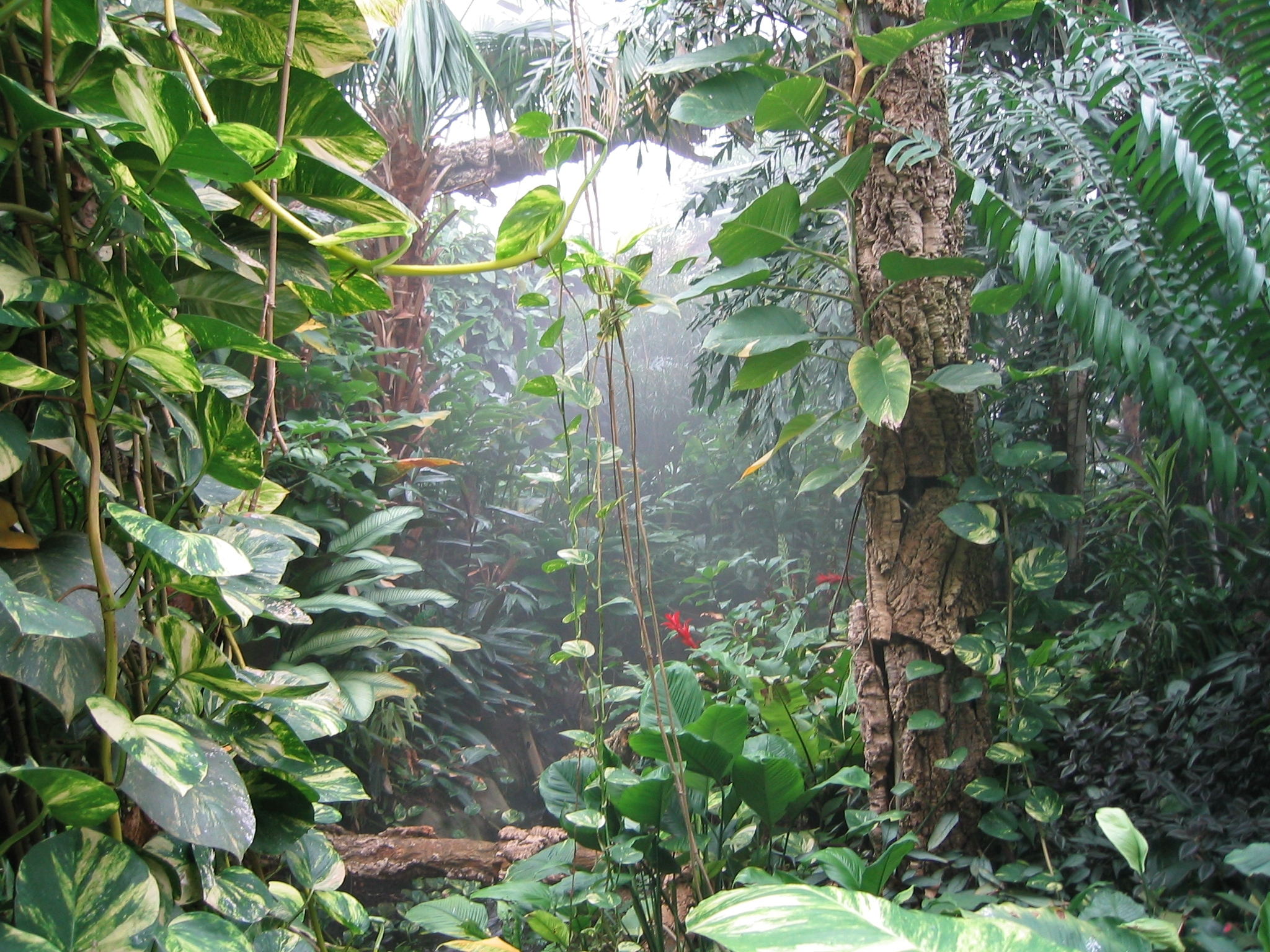
En del av Tropical World.

Roundhay Park i stadsdelen Roundhay i nordöstra Leeds i Storbritannien är en av Europas största stadsparker med en yta på cirka 280 hektar. I parken finns bland annat ett tropikcentrum.
Marken köptes in av Leeds stad 1871 för den i dåtidens penningvärde enorma summan av 127 000 pund. Köper fick mycket samtida kritik då dåtidens kommunikationer gjorde att enbart medelklassen hade möjlighet att använda parken. Bland annat sattes det in annonser i pressen med texten:
Borttappat: Drygt åttiotusen pund i Roundhay Park av Leeds skattebetalare. Den som hittar densamma returnera det vänligen till köparen av parken.
Numera är parken dock ett populärt utflyktsmål.